# Hybosoridae
Hybosoridae zijn een familie van insecten die behoort tot de orde der kevers (Coleoptera). 

## Taxonomie
De volgende taxa zijn bij de familie ingedeeld:
- Onderfamilie  † Mimaphodiinae Nikolajev, 2007
- Onderfamilie Anaidinae Nikolajev, 1996
- Onderfamilie Ceratocanthinae Martínez, 1968
  - Tribus Ceratocanthini Martínez, 1968
  - Tribus Ivieolini Howden & Gill, 2000
  - Tribus Scarabatermitini Nikolajev, 1999
- Onderfamilie Hybosorinae Erichson, 1847
- Onderfamilie Liparochrinae Ocampo, 2006
- Onderfamilie Pachyplectrinae Ocampo, 2006